# Ulvsundasjön

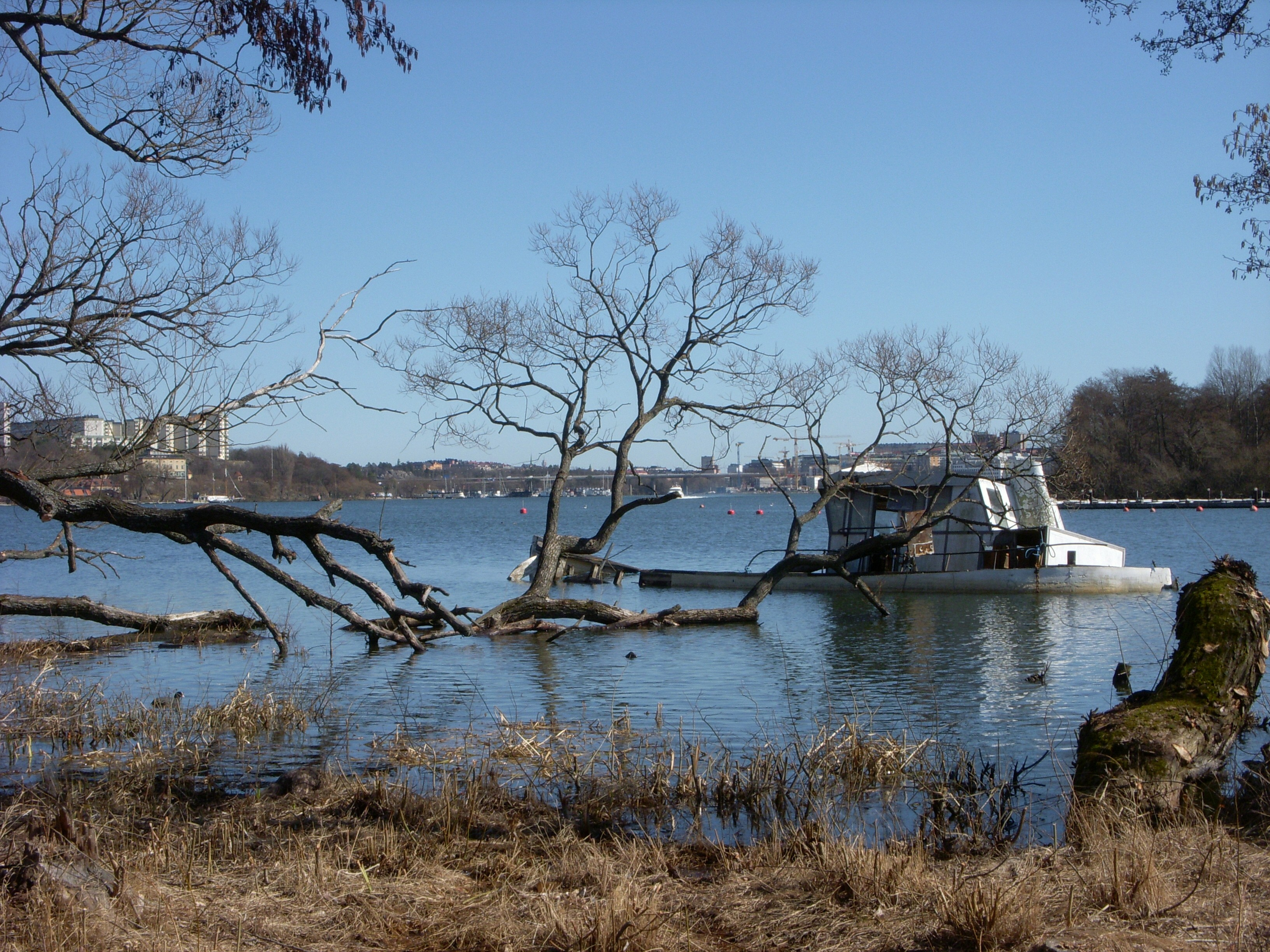
Ulvsundasjön på vårvintern 2009.

Ulvsundasjön är en vik av Mälaren inom Stockholms och Solna kommuner. Viken har vattenförbindelser med övriga Mälaren genom Tranebergssund och genom Karlbergskanalen. I öst begränsas Ulvsundasjön av Essingeleden, i syd av Tranebergsbron och Tranebergssund samt i nordväst av Huvudstaleden och Huvudstabron, där den övergår i Bällstaviken.

## Namnet

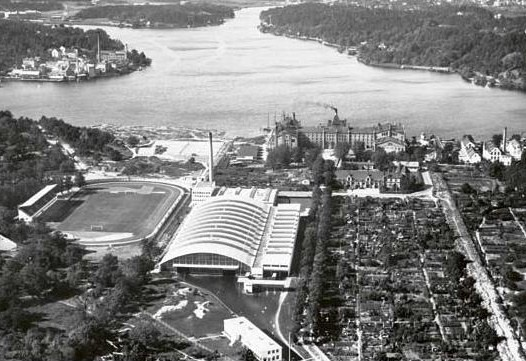
Västra Kungsholmen med Ulvsundasjön i fonden, i förgrunden till vänster syns Hornsbergsgaragets första etapp och till höger Iris-Hornsbergs trädgårdskoloni, 1932.

Namnet ”Ulvsunda” (vargens sund) härrör från Gården Ulvsunda i Ulvsunda som är känd sedan 1300-talet (in Vlphsunde, 1347) och Ulvsund var ursprungligen namnet på det trånga utloppet från Lillsjön till nuvarande Ulvsundasjön. Här ligger även Ulvsunda slott som uppfördes 1644-45 av fältmarskalken Lennart Torstenson. Byggnadens nuvarande utseende härstammar från 1830-talet. 

## Sjön
Ulvsundasjöns norra sida, som tillhör Solna, upptas av grönområden, promenadvägar och småbåtshamnar. Här finns Huvudsta gård med anor från 1600-talet (sedan 1999 med konferens- och restaurangverksamhet). Strax intill ligger Huvudsta gamla slott, byggnaden kallas också "Mördarslottet" eftersom det enligt traditionen var i detta hus som greve Claes Horn tillsammans med Jacob Anckarström, Carl Fredrik Pechlin och Adolph Ribbing 1792 planerade mordet på Gustav III.
Lite längre österut finns Pampas Marina, Stockholmsområdets största privata fullservicemarina, som tillsammans med Solna kommun även erbjuder permanentboende på vatten i form av 14 flytande bostäder i hamnen.
På Kungsholmssidan finns kajanläggningar med bland annat gamla Stora Bryggeriet och Hornsbergs asfaltverk (revs 2008). Där uppfördes ett nytt bostadsområde under åren 2008 till 2012. Högt på berget tronar Kristinebergs bostadshus från 1930-talet. I sydväst gränsar Ulvsundasjön mot stadsdelen Traneberg med sin bebyggelse från 1940-talet och det nyare bostadsområdet Minneberg från 1980-talet. Vid Minneberg finns en badplats.
Längst i väst, strax före kanalen mellan Ulvsundasjön och Lillsjön sträcker sig den nya Ulvsundabron över viken. Bron invigdes 2014 och är en del av Tvärbanans förlängning mot Solna kommun. 
Det största tillflödet kommer från Bällstaån i Sundbybergs kommun och Lillsjön som står i förbindelse med Ulvsundasjön via en cirka 230 meter lång kanal. Flödet utgörs huvudsakligen av dagvatten. Innehållet av fosfor är relativt stort och bakterietalen är tidvis höga. Badvattenkvaliteten i Ulvsundasjön är i allmänhet tjänlig, i Bällstaviken otjänlig eller tjänlig med anmärkning.

## Sjöfakta (inkl. Bällstaviken)
- Tillrinningsområde: 1110 ha
- Sjöyta: 142 ha
- Största djup: ca 16 m
- Medeldjup: 8,1 m
- Volym: 11,5 Mm³

## Bildgalleri

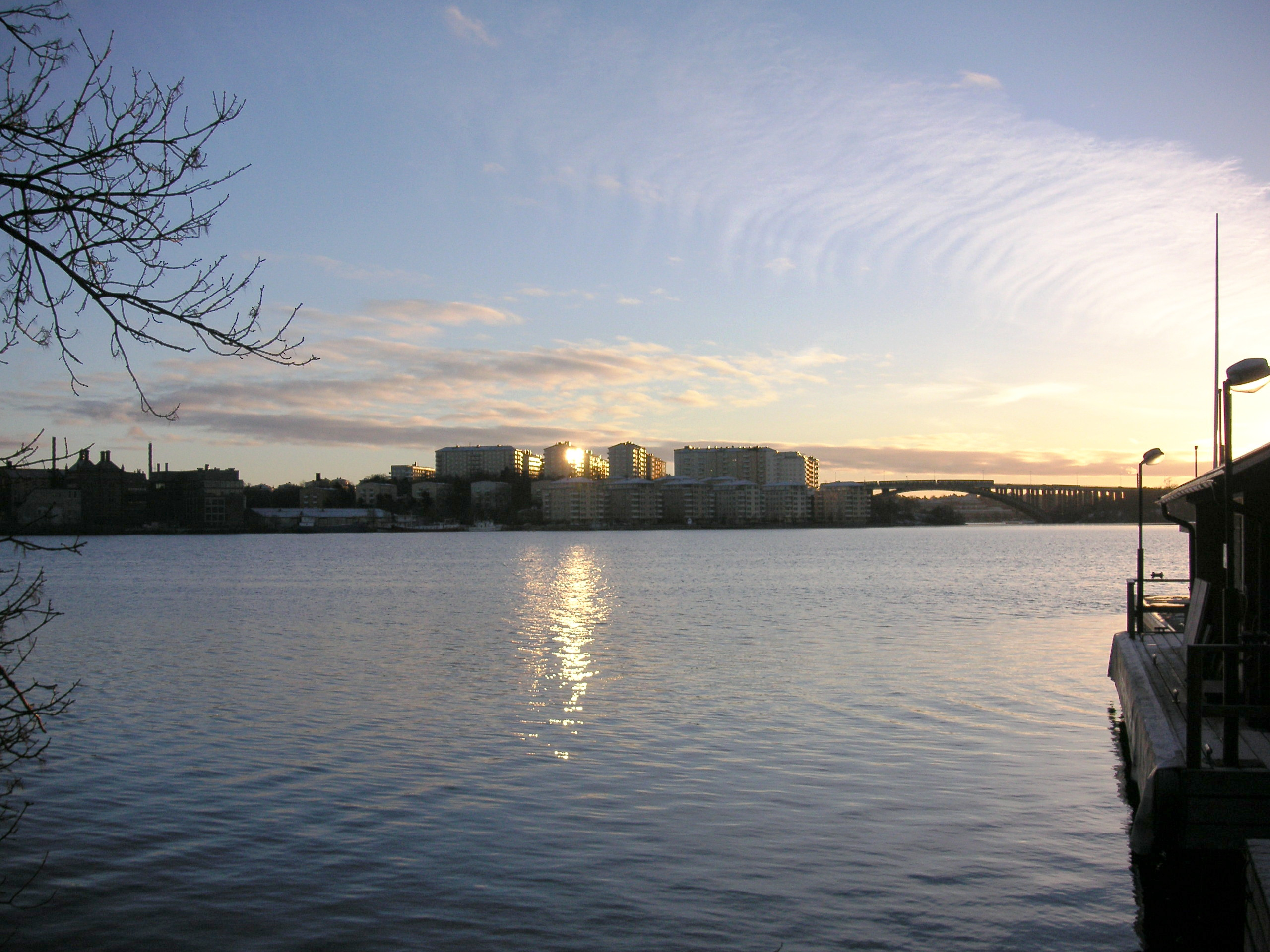
Från Huvudsta gård rakt söderut
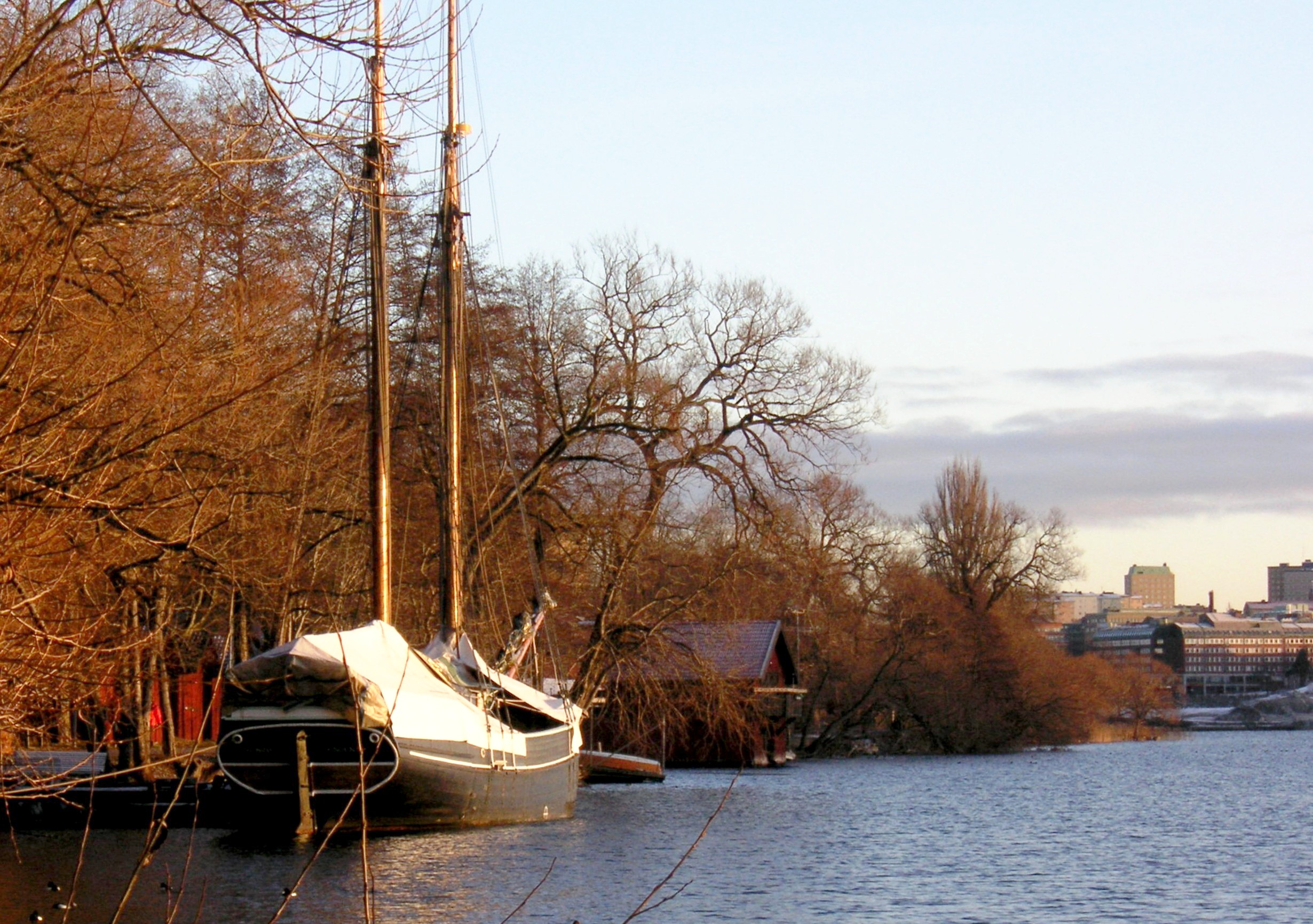
Vid Huvudsta strand med T/S Constantia
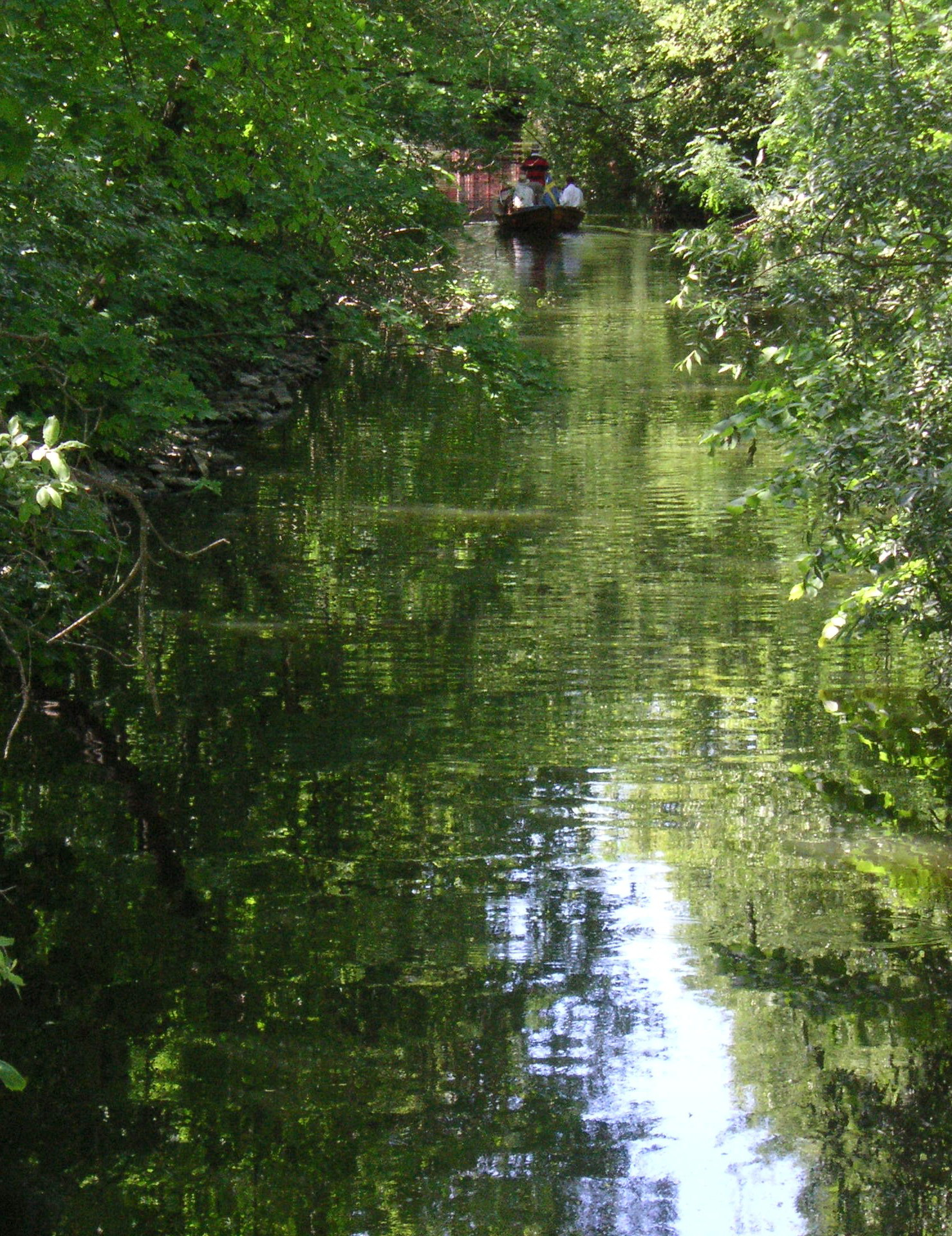
Kanalen till Lillsjön
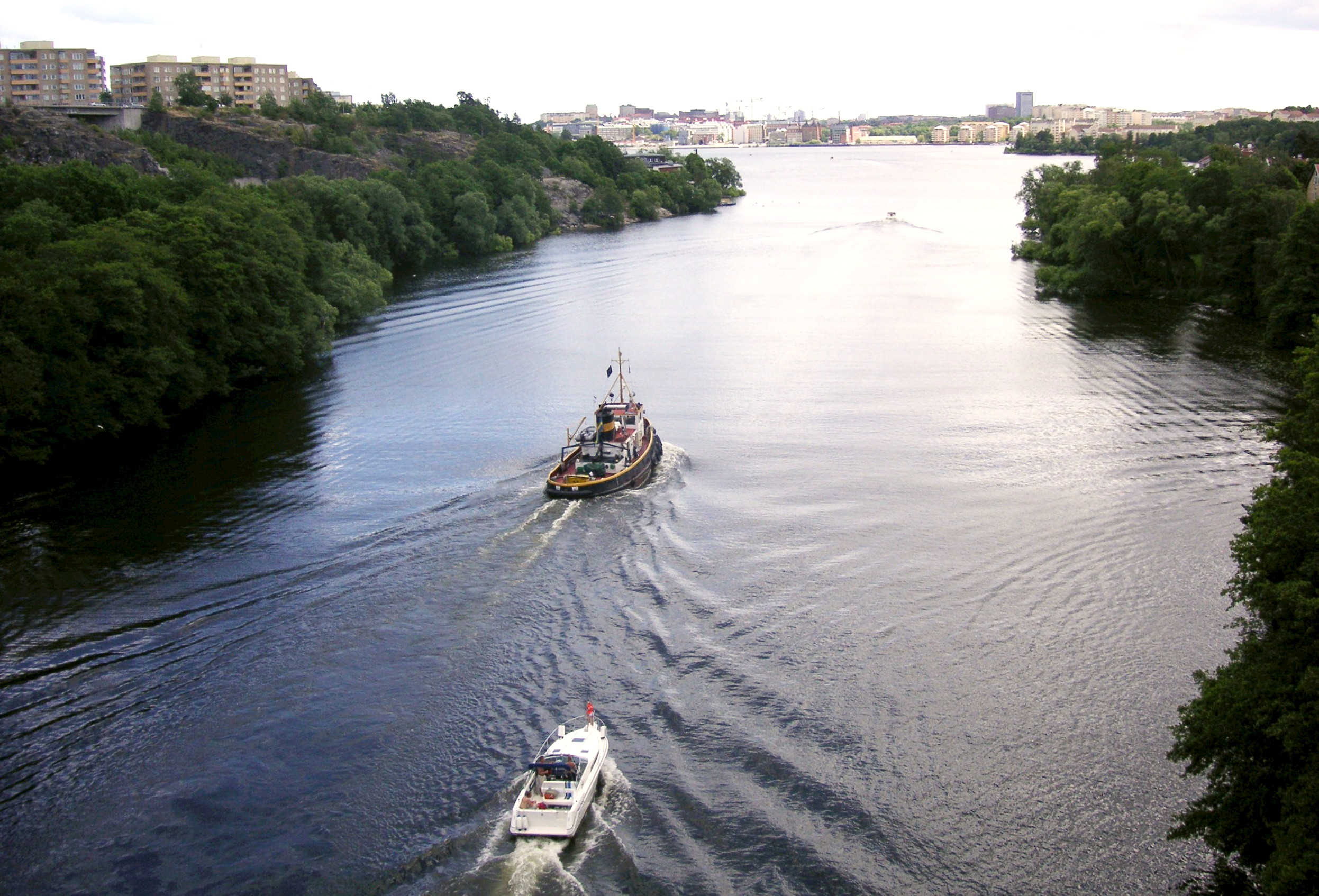
Från Huvudstabron mot sydost, Bällstaviken i förgrunden
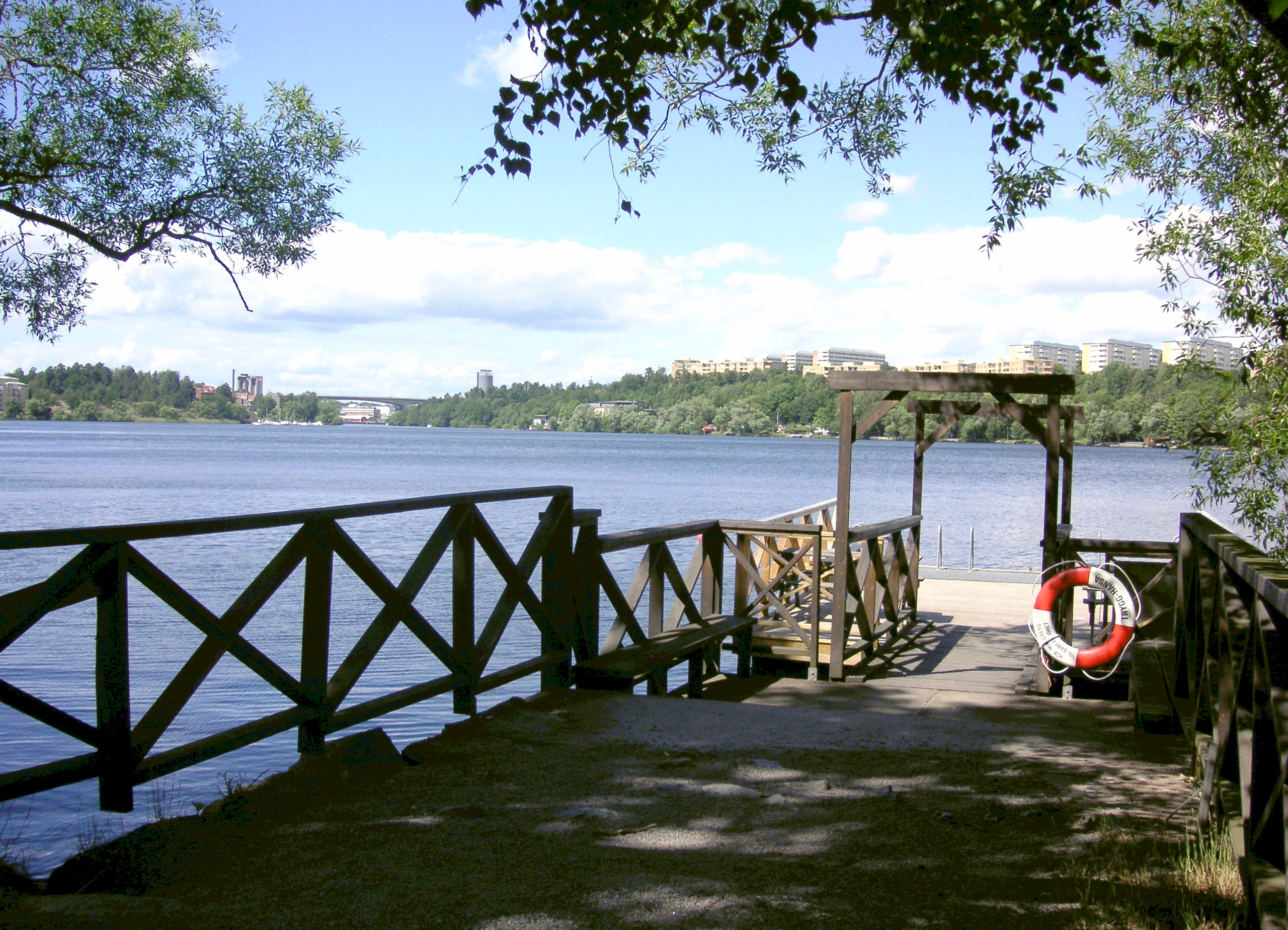
Från Minneberg mot nordväst